# Liste der österreichischen Botschafter in Luxemburg
Der Österreichische Botschafter in Luxemburg ist der Botschafter, der oberste ständige diplomatische Beauftragte der Republik Österreich im Großherzogtum Luxemburg (Grand-Duché de Luxembourg, luxemburgisch Groussherzogtum Lëtzebuerg).
Sitz der Botschaft ist die Hauptstadt Ville de Luxembourg (3, rue des bains, L-1212 Luxembourg).

## Liste der Österreichischen Botschafter
| Name                                | Bild                   | Amtszeit               | Anmerkungen |
| Österreich → Luxemburg              | Österreich → Luxemburg | Österreich → Luxemburg | Österreich → Luxemburg |
| ----------------------------------- | ---------------------- | ---------------------- | --- |
| Heinrich Pfusterschmid-Hardtenstein |                        | 1967                   | Geschäftsträger für die Eröffnung; 1960–1967 Delegation EGKS; danach 1971–1978 Botschafter in Finnland, 1978–1986 Direktor Diplomatische Akademie, 1986–1992 Botschafter in den Niederlanden                                                                                    |
| Franz Weidinger                     |                        | 1967–1971              | |
| Georg Roessler                      |                        | 1972–1978              | davor 1969–1972 Sektionschef, Aussenministerium Wien, 1963–1968 Österreichischer Botschafter in Argentinien, 1960–1963 Protokollchef, Aussenministerium, Wien, 1958–1959 Generalkonsul Triest, 1952–1957, Konsul Istanbul, 1947–1952 2. Sekretär, Österreichische Botschaft Rom |
| Gerhard Heible                      |                        | 1979–1985              | |
| Tassilo Ogrinz                      |                        | 1985–1988              | davor Botschafter in Côte d’Ivoire (Elfenbeinküste); danach Botschafter in Marokko, St.V. bei der UNESCO in Paris |
| Klaus Ziegler                       |                        | 1988–1992              | |
| Hans Legtmann                       |                        | 1992–1996              | |
| Josef Magerl                        |                        | 1997–2000              | |
| Christian Strohal                   |                        | 2000–2003              | vorher am Außenministerium (BMaA, Leiter der Menschenrechtsabteilung), danach Direktor des Büro für demokratische Institutionen und Menschenrechte der OSZE |
| Walter Hagg                         |                        | 2003–2007              | vorher am Außenministerium (BMeiA, Leiter der Abteilung II/2 Südtirol und Südeuropa), danach Botschafter in Irland |
| Christine Stix-Hackl                |                        | 2007–2011              | vorher 2000–2006 Generalanwältin am EuGH |
| Thomas Oberreiter                   |                        | 2011–2015              | vorher Missionschef der ÖB Liechtenstein |
| Gregor Schusterschitz               |                        | 2015–2019              | |
| Melitta Schubert                    |                        | seit Oktober 2019      | |

Quelle: BMeiA, Stand 1/2012